# Chris Hemsworth
Christopher Hemsworth (n. 11 august 1983, Melbourne, Victoria, Australia, cunoscut prin numele de scena Chris Hemsworth, este un actor australian nominalizat în 2011 la premiile BAFTA, la categoria de Cel mai bun actor în ascensiune. 
În 2010 revista GQ l-a ales Omul Anului. 
Hemsworth a fost descoperit în anul 2004, cu rolul Kim Hyde, în serialul australian Home and Away, însă faima i-a adus-o rolul locotenentului George Kirk în filmul Star Trek XI în 2009.
Chris Hemsworth este cel mai bine cunoscut la nivel mondial pentru rolul lui Thor, în filmele adaptate după benzile desenate Marvel   Thor din 2011 și  Răzbunătorii lansat în 2012 și pentru interpretarea sa din filmele  Albă ca Zăpada și Războinicul Vânător și Cabana din pădure.

## Biografie

### Viața și familia
Chris Hemsworth s-a născut în Melbourne, fiind fiul lui Leonie, o profesoară de engleză și al lui Craig Hemsworth, asistent social. A crescut în Melbourne, dar și în teritoriile din Nord, într-o comunitate aborigenă numită Bulman. El a declarat ”cele mai vechi amintiri ale mele sunt despre o stație de vite din marele Outback, după care ne-am mutat iar în Melbourne, și iar în nord și înapoi. În mod sigur majoritatea copilăriei mi-am petrecut-o în Melbourne, dar cele mai vii amintiri sunt din Bulman cu imagini cu crocodili și bivoli. Două moduri de viață extrem de diferite”.  A terminat liceul la Heathmont College, înainte ca familia lui să se întoarcă în Nord. Mai târziu se mută cu familia în Insula Phillip. 
Este mijlociul dintre cei trei frați, fratele lui mai mare fiind actorul Luke Hemsworth, iar fratele său mai mic fiind actorul Liam Hemsworth, în prezent logodit cu Miley Cyrus.
În 2004, s-a mutat la Sydney pentru a-și lansa cariera de actor. Acolo a studiat engleza americană din dorința de a se adapta la limba celor din SUA, unde își dorea să ajungă și a absolvit "Screenwise" (Școala pentru Film si Televiziune).
În 2009, Chris s-a mutat în Statele Unite, pentru a-și continua cariera alături de fratele său, Liam Hemsworth.

### Relațiile
Chris a fost cu actrița australiană Isabel Lucas, 2005 până în iunie 2006, cei doi s-au întâlnit în timpul filmărilor pentru seria australiană  Home and Away .

### Căsătoria
În septembrie 2010, la deschiderea Muzeul de Artă din Los Angeles , California, Hemsworth apărut însoțit de actrița, modelul și producătorul spaniol Elsa Pataky, dezvăluind relația lor pe care au ținut-o secretă de luni de zile.
Pe 25 decembrie același an, după doar un an de relație, Elsa Pataky și Chris Hemsworth s-au căsătorit în cadrul unei ceremonii secrete, pe o insulă din Indonezia.

### Copiii
Pe 11 mai 2012, s-a născut în Londra, Anglia, primul copil al lui Chris Hemsworth și Elsa Pataky, India Rose Hemsworth. Acesta mai are 2 băieți gemeni,Sasha și Tristan, născuți pe data de 21 martie 2014.

## Cariera

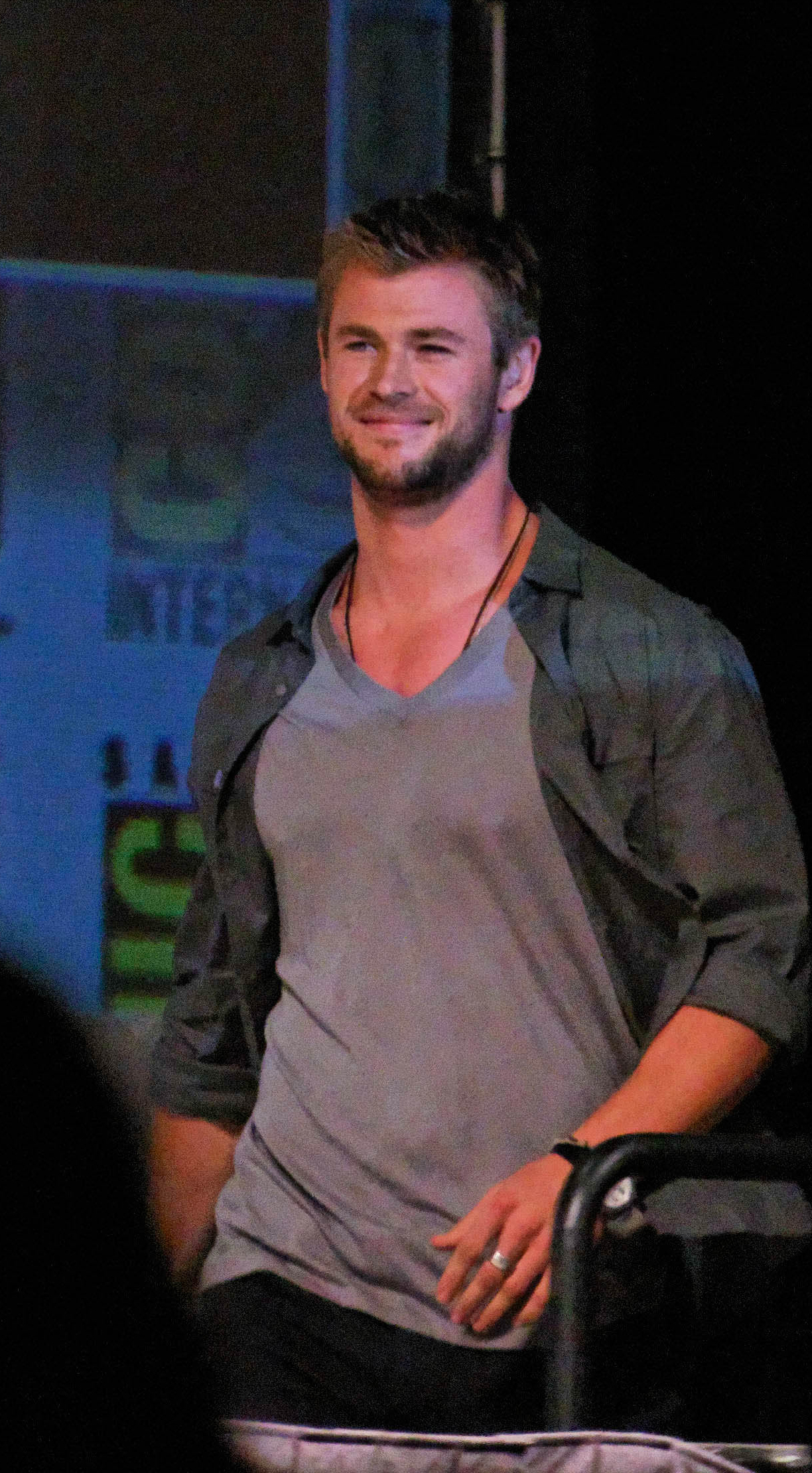
Chris Hemsworth la Comic-Con International în 2010

### 2002-2008
Hemsworth a început cariera de actor în roluri mici în mai multe seriale australiene între 2002 și 2004; Guinevere Jones, Marshall Law, Fergus McPhail, The Saddle Club și Neighbours.
. 

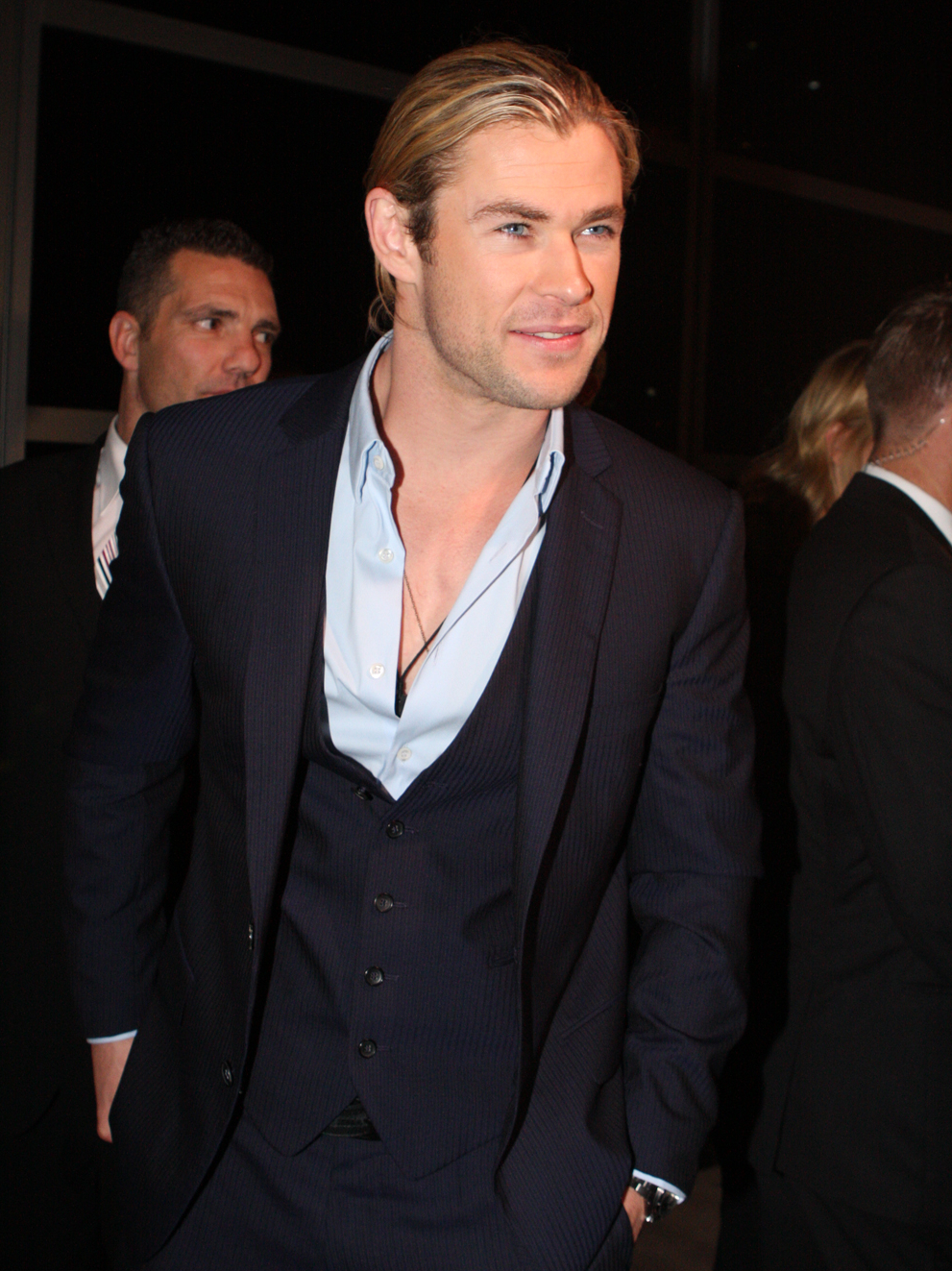
Chris de la premiera de Snow White & the Huntsman

În 2004 dă o audiție pentru rolul lui Robbie Hunter, din serialul australian Home and Away, dar rolul a fost dat actorului 'Jason Smith. Producătorii l-au chemat la o audiție pentru rolul   Kim Hyde , un rol pe care l-a câștigat, astfel încât Chris s-a mutat la Sydney să se alăture distribuției de la Home and Away. Pentru performanțele sale acest serial a primit două nominalizări pentru "Premiile Logie", și a câștigat unul pentru "Cel mai popular actor", în 2005. 
În 2006, a participat, în al cincilea sezon de dans Dancing with the Stars, împreună cu partenera sa Abbey Ross, dar au fost al șaselea cuplu eliminat din competiție.
La 3 iulie 2007 a părăsit seria Home and Away, pentru a progresa în cariera de actor, căutând roluri mai complexe și mai ofertante.
William Ward, actualul său reprezentant, în timpul uneia dintre călătoriile sale de explorare din Australia, l-a descoperit și l-a luat pe Hemsworth în Statele Unite pentru a continua cariera alături de fratele său, Liam Hemsworth .

### 2009-2010
În 2009 joacă în filmul de debut american în rolul George Kirk din Star Trek alături de Chris Pine, Winona Ryder Zoe Saldana, Eric Bana, Leonard Nimoy și Karl Urban.
În același an a apărut în filmul independent Ca$h
De asemenea, el a apărut în filmul de scurt metraj Klublershturf Ollie vs the Nazis și thriller-ul A Perfect Getaway al regizorului David Twohy alături de Milla Jovovich.
În 2010 a înregistrat filmul Red Dawn.

### Succesul internațional 2011-2012
În 2011 a jucat zeul tunetului puternicul Thor, un rol pe care el l-a făcut marca sa proprie și care i-a adus faima internațională. Filmul este regizat de Kenneth Branagh și are în distribuție actorii Anthony Hopkins, Tom Hiddleston, Natalie Portman.
De asemenea, în 2011 a înregistrat thriller-ul The Cabin in the Woods. 
În 2012, a jucat în adaptarea cinematografică a cărții de benzi desenate Marvel Comics Răzbunătorii (The Avengers). 
Tot în 2012, a ajuns pe marele ecran Albă ca Zăpada și Războinicul Vânător, cu Kristen Stewart și Charlize Theron.

## Filmografie

### Film
| An   | Titlu                       | Rol                  | Note                  |
| ---- | --------------------------- | -------------------- | --------------------- |
| 2009 | Star Trek                   | George Kirk          |                       |
| 2009 | A Perfect Getaway           | Kale                 |                       |
| 2010 | Ca$h                        | Sam Phelan           |                       |
| 2011 | Thor                        | Thor                 |                       |
| 2012 | The Cabin in the Woods      | Curt Vaughan         |                       |
| 2012 | Răzbunătorii                | Thor                 |                       |
| 2012 | Snow White and the Huntsman | The Huntsman         |                       |
| 2012 | Red Dawn                    | Jed Eckert           |                       |
| 2013 | Star Trek Into Darkness     | George Kirk          | Voice cameo           |
| 2013 | Rush                        | James Hunt           |                       |
| 2013 | Thor: The Dark World        | Thor                 |                       |
| 2015 | Blackhat                    | Nicholas Hathaway    |                       |
| 2015 | Avengers: Age of Ultron     | Thor                 |                       |
| 2015 | Vacation                    | Stone Crandall       |                       |
| 2015 | In the Heart of the Sea     | Owen Chase           |                       |
| 2016 | The Huntsman: Winter's War  | The Huntsman         |                       |
| 2016 | Ghostbusters                | Kevin Beckman        |                       |
| 2016 | Doctor Strange              | Thor                 | Uncredited cameo      |
| 2017 | Thor: Ragnarok              | Thor                 |                       |
| 2018 | 12 Strong                   | Captain Mitch Nelson |                       |
| 2018 | Avengers: Infinity War      | Thor                 |                       |
| 2018 | Andy Irons: Kissed by God   | N/A                  | Executive producer    |
| 2018 | Bad Times at the El Royale  | Billy Lee            |                       |
| 2019 | Avengers: Endgame           | Thor                 | Post-production       |
| 2019 | Men in Black: International | Agent H              | Post-production       |
| 2019 | Dhaka                       | Rake                 | Filming Also producer |

### Televiziune

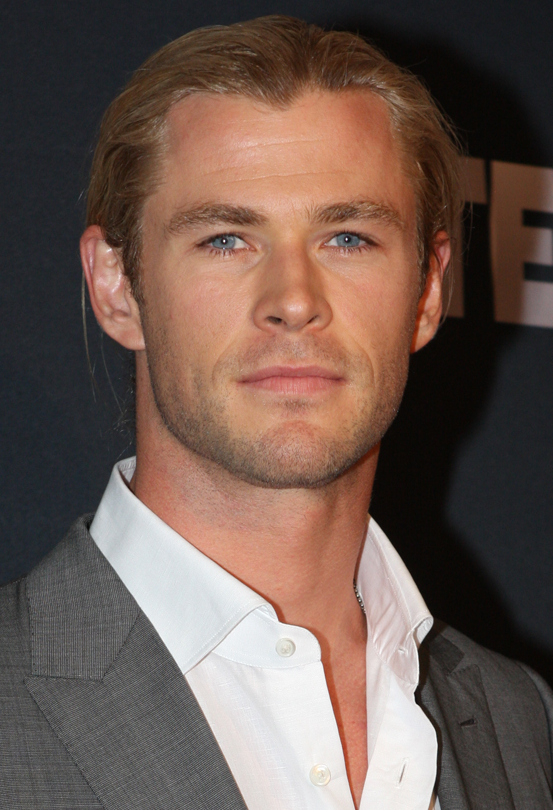
Chris Hemsworth in Sydney in 2013

| An      | Titlu                  | Rol                  | Note                                                                |
| ------- | ---------------------- | -------------------- | ------------------------------------------------------------------- |
| 2002    | Guinevere Jones        | King Arthur          | 2 episoade                                                          |
| 2002    | Neighbours             | Jamie Kane           | Episodul 4,069                                                      |
| 2002    | Marshall Law           | The Kid              | Episodul: "Domestic Bliss"                                          |
| 2003    | The Saddle Club        | The New Vet          | Episodul: "Tenderfoot"                                              |
| 2004    | Fergus McPhail         | Craig                | Episodul: "In a Jam"                                                |
| 2004–07 | Home and Away          | Kim Hyde             | 185 de episoade                                                     |
| 2006    | Dancing with the Stars | Rolul său/Contestant | 5th place                                                           |
| 2015    | Saturday Night Live    | Gazdă                | "Chris Hemsworth/Zac Brown Band" Chris Hemsworth/Chance The Rapper" |

### Jocuri video
| An   | Titlu                | Rol de voce   | Note |
| ---- | -------------------- | ------------- | ---- |
| 2011 | Thor: God of Thunder | Thor          |      |
| 2016 | Ghostbusters         | Kevin Beckman |      |